# Burgstall Preißach
Der Burgstall Preißach bezeichnet eine abgegangene Niederungsburg am südwestlichen Rand von Preißach, einem Gemeindeteil der oberpfälzischen Gemeinde Trabitz im Landkreis Neustadt an der Waldnaab. Die Anlage wird als Bodendenkmal unter der Aktennummer D-3-6137-0052 als „mittelalterlicher Adelssitz“ geführt.

## Geschichte
Der Sitz war das ehemalige Herrenhaus des Speinsharter Klosterhofs. Hier saßen die Herren von Erlbeck und er ging dann an die Herren von Giech über. Der Sitz wurde 1554 im Zweiten Markgrafenkrieg vermutlich beschädigt und im Dreißigjährigen Krieg endgültig zerstört. 